# Ola Kristiansson
Ola Kristiansson (* 23. September 1971 in Helsingborg) ist ein ehemaliger schwedischer Tennisspieler und späterer Tennistrainer.

## Karriere
Kristiansson begann seine Profikarriere 1990 bei einem Challenger-Turnier in Jerusalem, wo er in der zweiten Runde gegen Martin Sinner ausschied. In den nächsten Jahren hatte er auf der ATP Challenger Tour im Einzel wie im Doppel wenig Erfolg, bis er 1993 zusammen mit Tomas Nydahl den Einzug ins Halbfinale des Challenger-Turniers von Bergamo schaffte. 1994 gelang ihm die Qualifikation für die Swedish Open, er unterlag jedoch in seiner Erstrundenpartie Andrei Tschesnokow. Insgesamt gelangen ihm mit wechselnden Partnern drei Doppeltitel auf Challenger-Ebene. Zudem erreichte er beim Challenger-Turnier von Tampere 1994 und 1996 das Finale. Seine höchsten Notierungen in der ATP-Weltrangliste erreichte er 1993 mit Platz 277 im Einzel sowie 1995 mit Position 123 im Doppel.
Bei Grand-Slam-Turnieren konnte er sich im Einzel nie für das Hauptfeld qualifizieren. In der Doppelkonkurrenz erreichte er 1995 an der Seite von Lars-Anders Wahlgren der Australian Open sowie mit Mårten Renström die US Open jeweils das Achtelfinale.
Nach seiner Spielerkarriere war er Trainer der dänischen Tennisspielerin Eva Dyrberg.

## Turniersiege
| Legende                       |
| Grand Slam                    |
| Tennis Masters Cup            |
| ATP Masters Series            |
| ATP International Series Gold |
| ATP International Series      |
| ATP Challenger Tour (3)       |

### Doppel
| Nr. | Datum              | Turnier | Belag       | Partner         | Finalgegner                    | Ergebnis      |
| --- | ------------------ | ------- | ----------- | --------------- | ------------------------------ | ------------- |
| 1.  | 6. November 1994   | Aachen  | Teppich (i) | David Engel     | Wayne Arthurs Brent Larkham    | 6:4, 6:4      |
| 2.  | 19. Mai 1996       | Dresden | Sand        | Mårten Renström | Ģirts Dzelde Tomas Nydahl      | 3:6, 6:2, 7:5 |
| 3.  | 29. September 1996 | Sevilla | Sand        | Tom Vanhoudt    | Fabio Maggi Juan Antonio Marín | 6:0, 6:7, 6:1 |